# Raiwind
Raiwind é uma cidade do Paquistão localizada na província de Punjab.